# Négrituderörelsen
Négrituderörelsen är en litterär och ideologisk rörelse som uppstod i Paris omkring 1934 bland en grupp studenter från Karibien och Västafrika. Rörelsen var antikolonial och ville uppvärdera svart kultur och skapa stolthet hos svarta över det egna ursprunget och den egna hudfärgen. De inspirerades av negrismo, en litterär rörelse som började på Kuba. I Europa fanns också efter första världskriget generellt ett intresse för främmande kulturer.
Tongivande i rörelsen var Aimé Césaire från Martinique, Léopold Senghor från Senegal och Léon Damas från Franska Guyana. Själva uttrycket "négritude" myntades av Aimé Césaire i tidskriften L'Étudiant noir 1935.
Négrituderörelsen var en reaktion mot den franska assimileringspolitiken. Det gällde att formulera en egen kultur. Léopold Senghor var rörelsens mest tongivande ideolog under dess första år. 1947 utkom det första numret av tidskriften Présence africaine samtidigt i Dakar och Paris. Denna tidskrift spelade en stor roll för rörelsen.
Négrituderörelsen lanserades brett för den vita publiken av Jean-Paul Sartre i hans förord till Anthologie de la nouvelle poésie nègre et malgache de langue franςaise 1948.
Under 1960- och 1970-talen kom rörelsen att kritiseras för enkelspårighet och konservatism.